# ライコディスク
ライコディスク（Rykodisc）はアメリカ合衆国のレコードレーベル。ワーナー・ミュージック・グループの傘下にある。アメリカで最初のCDのみのリリースをするレーベルとして、1983年にマサチューセッツ州セイラムで設立された。後にカセットやレコードでのリリースも行うようになる。
ライコディスクはCDリイシュー業で成果を挙げており、エルヴィス・コステロ、デヴィッド・ボウイ、オノ・ヨーコ、フランク・ザッパ、ニック・ドレイク、ナイン・インチ・ネイルズといったアーティストの作品のリイシューに携わった。

## 主なアーティスト
- ブライアン・イーノ
- オノ・ヨーコ
- ギャラクシー500
- シュガー (バンド)
- ソウル・アサイラム
- ディーヴォ
- デス・エンジェル
- ナイン・インチ・ネイルズ
- バッドフィンガー
- 羽鳥美保
- ピート・ハム
- フリーズポップ
- ジミ・ヘンドリックス
- デヴィッド・ボウイ
- ザ・ポウジーズ
- ミニストリー
- モーフィン
- レディトロン
- ロバート・クレイ